# Mennica w Krośnie Odrzańskim
Mennica w Krośnie Odrzańskim – mennica:
- Księstwa Głogowskiego, w której za panowania Henryka III bito:
  - kwartniki (MONETA CROSSENE) sygnowane monogramem C,
  - halerze,
- Księstwa Krośnieńskiego, w której
  - Joachim I Nestor i Albert (1499–1513) oraz sam Joachim I Nestor (1514–1535) bili grosze (1511–1513, 1518),
  - Fryderyk Wilhelm (1640–1688) w latach 1665–1666 bił:
    - 1 krajcar,
    - 3 krajcary,
    - 6 krajcarów,
    - 15 krajcarów,
    - 24 fenigi,
- Jana Kostrzyńskiego (1535–1571), w której w latach 1544–1546 imitowano polskie:
  - grosze,
  - trojaki,
- miejska, w której bito:
  - fenigi miedziane w 1509 r.,
  - fenigi bilonowe w latach 1621–1623.